# Köpingebro
Köpingebro ist mit über 1200 Einwohnern (2015) der zweitgrößte Ort in der Gemeinde Ystad in Schonen.
1894 wurde die Zuckerraffinerie Ystad gegründet, die den Ort zu einem wichtigen Standort der schwedischen Zuckerindustrie machte. Die Zuckerfabrik wurde Ende 2006 geschlossen.

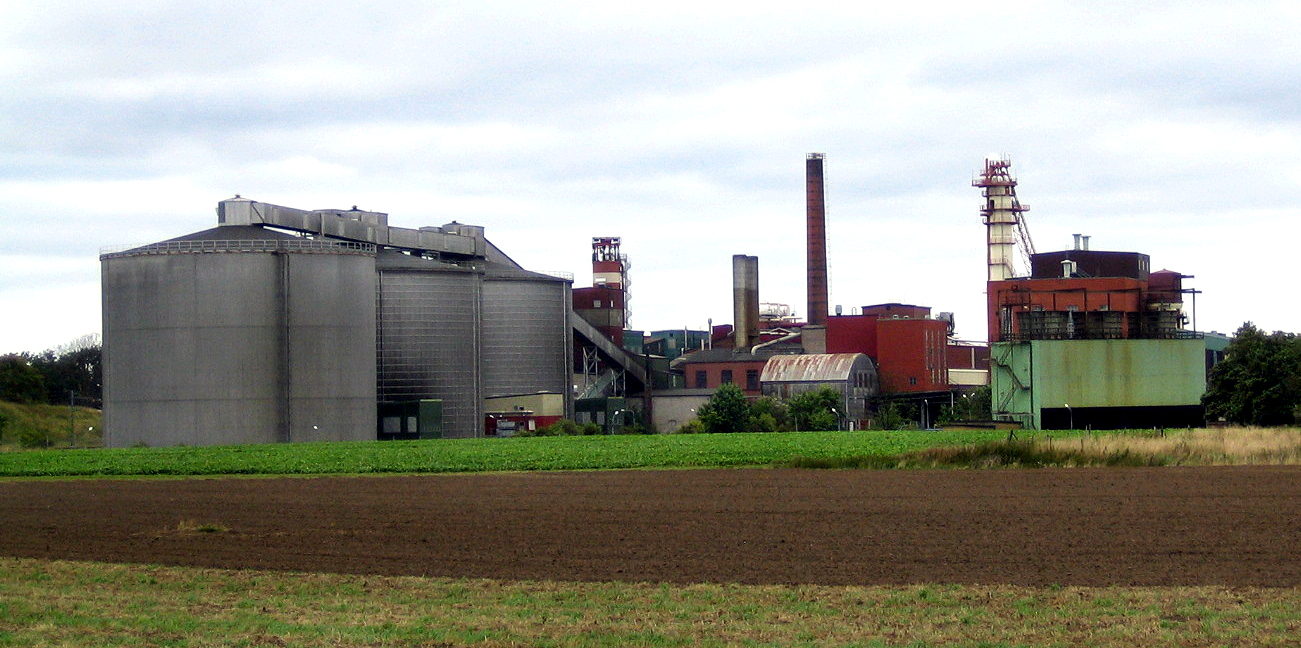
Die ehemalige Zuckerfabrik in Köpingebro

## Einwohnerentwicklung
| Jahr | Einwohner |
| ---- | --------- |
| 1960 | 0659      |
| 1965 | 0755      |
| 1970 | 0724      |
| 1975 | 0759      |
| 1980 | 0909      |
| 1990 | 1038      |
| 1995 | 1109      |
| 2000 | 1090      |
| 2005 | 1060      |
| 2010 | 1134      |
| 2015 | 1254      |